# Bembidion kuhitangi
Bembidion kuhitangi is een keversoort uit de familie van de loopkevers (Carabidae). De wetenschappelijke naam van de soort is voor het eerst geldig gepubliceerd in 1991 door Mikhailov & Belousov.